# Gnophos albistellaria
Gnophos albistellaria är en fjärilsart som beskrevs av W. Warren 1893. Gnophos albistellaria ingår i släktet Gnophos och familjen mätare. Inga underarter finns listade i Catalogue of Life.